# Endriejavas
Endriejavas is een plaats in de gemeente Klaipėda in het Litouwse district Klaipėda. De plaats telt 718 inwoners (2001).

## Galerij

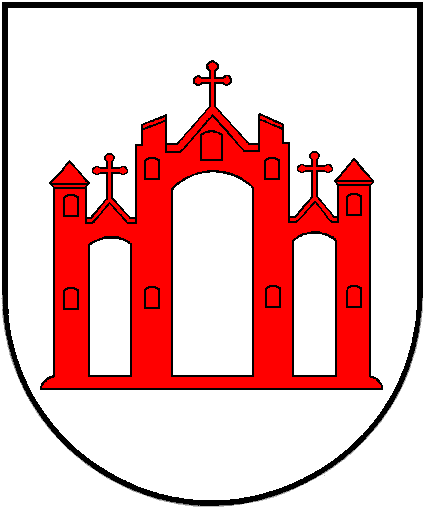
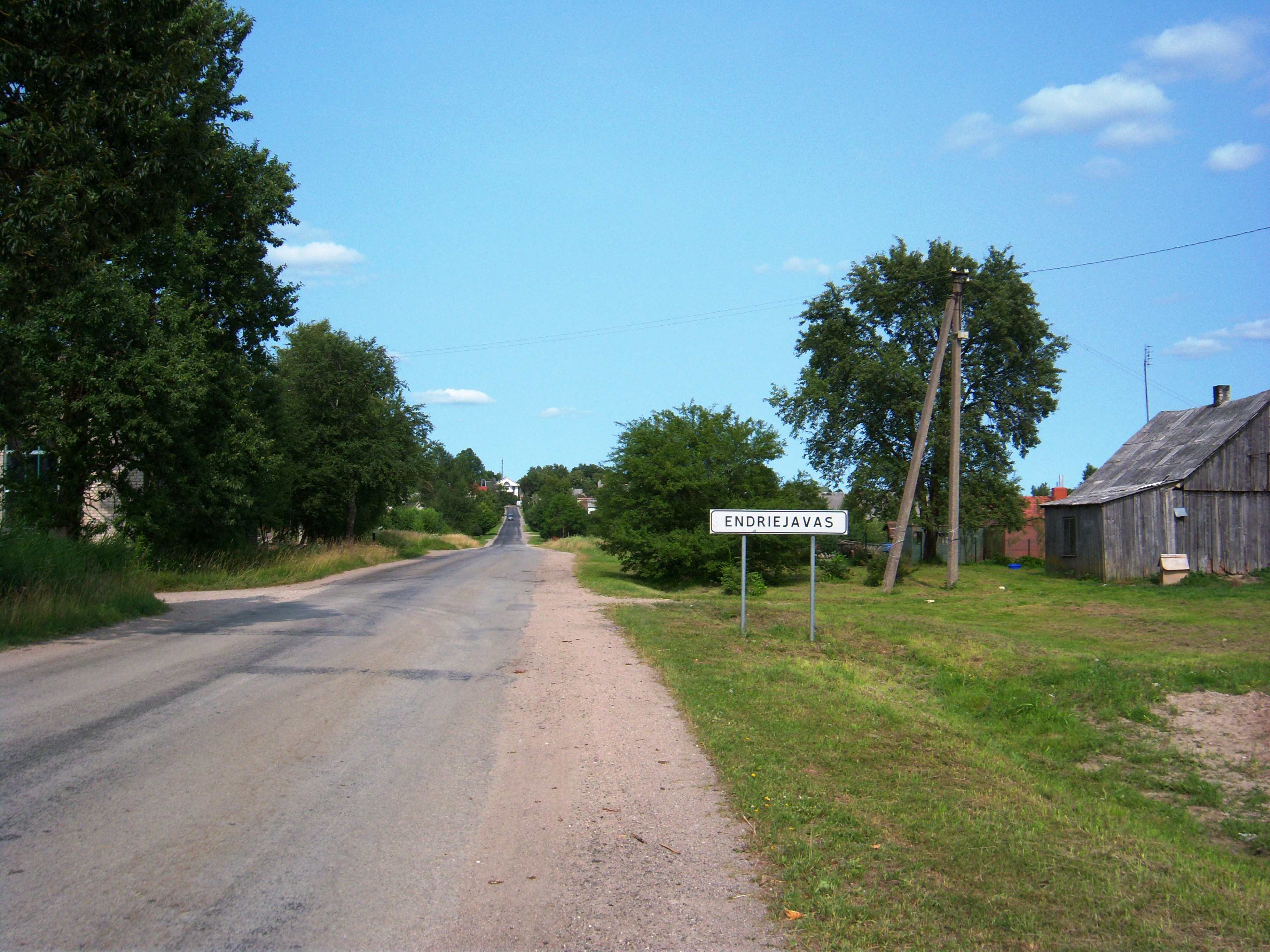
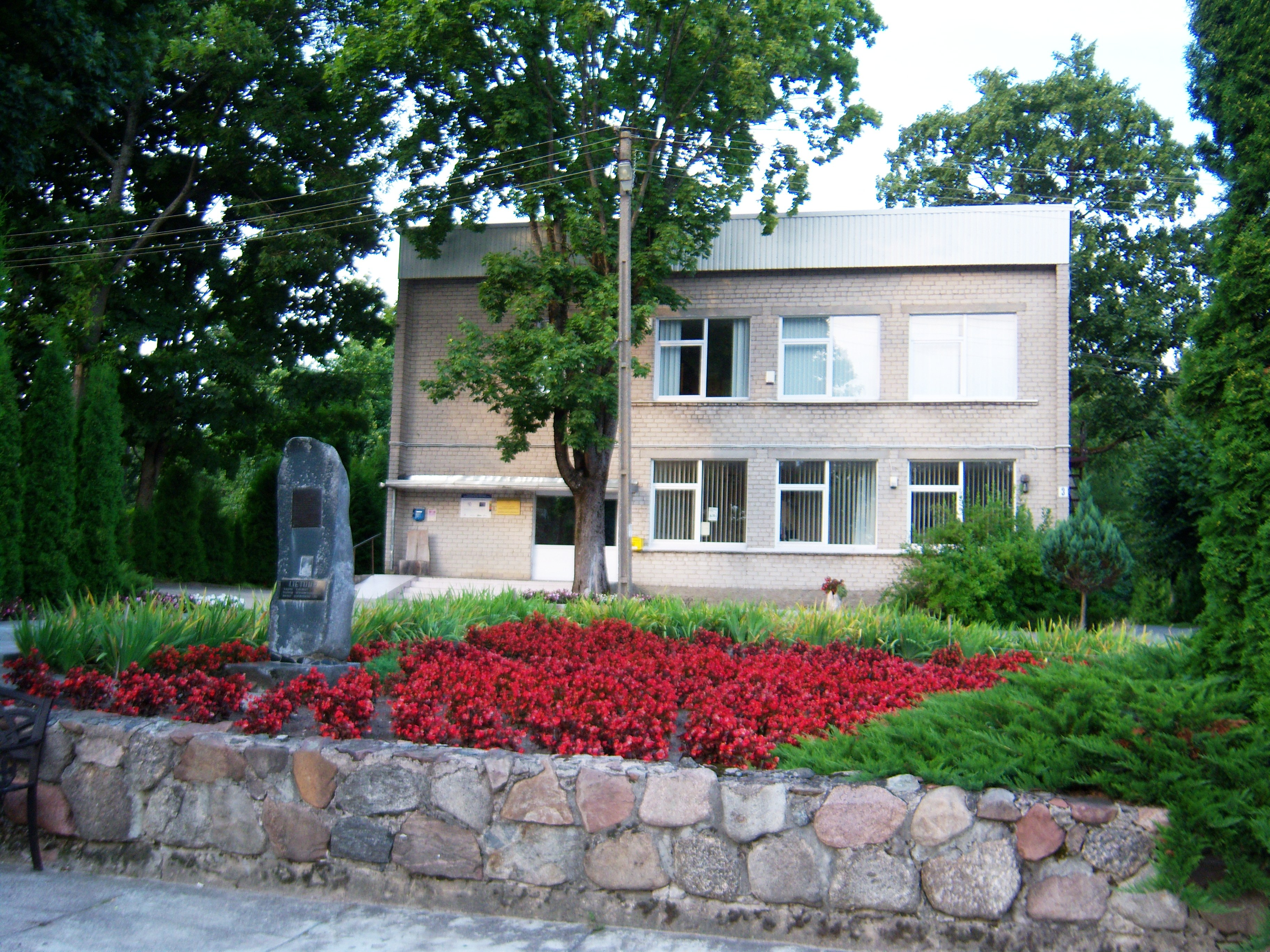
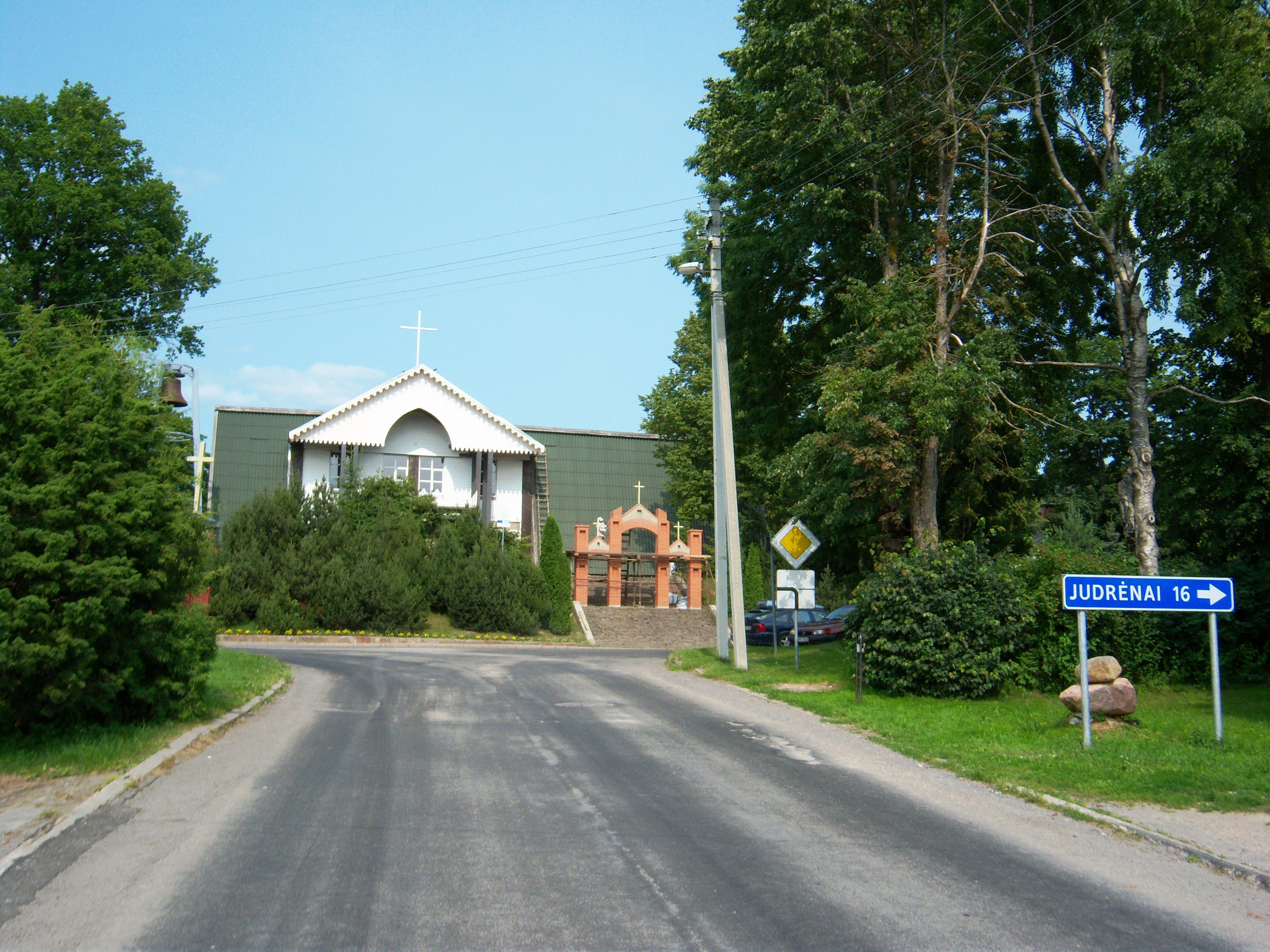